# Emile De Winter
Pour les articles homonymes, voir De Winter.
Emile Pierre De Winter, né le 23 septembre 1902 à Ixelles et y décédé le 17 août 1985, est un homme politique belge catholique.
De Winter fut licencié en sciences commerciales et financières (1925, Université catholique de Louvain) et ingénieur civil des Mines (1934, Université catholique de Louvain); administrateur de sociétés.

## Carrière
- Sénateur de l'arrondissement de Bruxelles du 26 juin 1949-29 septembre 1971
- Membre du Parlement européen (1965)

## Sources
- sa bio sur ODIS